# Düngeverordnung
Die Düngeverordnung regelt die Anwendung von Düngemitteln, Bodenhilfsstoffen, Kultursubstraten und Pflanzenhilfsmitteln nach den Grundsätzen der guten fachlichen Praxis beim Düngen in Deutschland. Sie ergänzt damit die Düngemittelverordnung für die Zulassung und das Düngegesetz (bis 2009 Düngemittelgesetz) für den Vertrieb.

## Geschichte
Die europäische Richtlinie 91/676/EWG (Nitratrichtlinie) musste bis 20. Dezember 1993 in nationales Recht umgesetzt werden. In Deutschland erfolgte diese Umsetzung zum 26. Januar 1996 durch die erste Düngeverordnung. Die Änderungen der europäischen Richtlinie ist  2008 erfolgt.

## Ziel und Zweck
Ziel der Düngeverordnung (DüV) vom 26. Mai 2017 ist es, stoffliche Risiken durch die Anwendung von Düngemitteln, Bodenhilfsstoffen, Kultursubstraten und Pflanzenhilfsmitteln auf landwirtschaftlich genutzten Flächen und auf anderen Flächen zu verringern. Die Düngeverordnung folgt auch der zuletzt 2013 geänderten NEC-Richtlinie und ist somit Cross Compliance relevant.
Die Düngeverordnung soll
- den Landwirten die notwendige Rechtssicherheit für ihre Düngungsmaßnahmen geben,
- durch sachgerechte Düngevorschriften die Ziele des Umwelt- und insbesondere des Gewässerschutzes unterstützen und
- neue Wettbewerbsverzerrungen vermeiden.

## Inhalt
Die DüV gilt für die Anwendung von Düngemitteln auf landwirtschaftlich und gartenbaulich genutzten Flächen. Es werden geregelt:
- Grundsätze der Düngemittelanwendung,
- besondere Grundsätze für die Anwendung von Wirtschaftsdüngern tierischer Herkunft und von Sekundärrohstoffdüngern,
- Grundsätze zur Düngebedarfsermittlung,
- Nährstoffvergleiche,
- Aufzeichnungs- und Aufbewahrungspflichten.

### Grundsätze der Düngemittelanwendung
Die wesentlichen Bestimmungen sind:
- Die Düngemittel sind im Rahmen guter fachlicher Praxis zeitlich und mengenmäßig so auszubringen, dass die Nährstoffe von den Pflanzen weitestgehend ausgenutzt werden können und Nährstoffverluste bei der Bewirtschaftung sowie damit verbundene Einträge in die Gewässer weitestgehend vermieden werden.
- Geräte zum Ausbringen von Düngemitteln müssen den anerkannten Regeln der Technik entsprechen.
- Ein direkter Eintrag von Düngern in die Oberflächengewässer ist zu vermeiden.
- Stickstoff- und phosphorhaltige Düngemittel dürfen nur ausgebracht werden, wenn der Boden für diese aufnahmefähig ist.

### Wirtschaftsdünger tierischer Herkunft und Sekundärrohstoffdünger
- Beim Ausbringen von Gülle, Jauche, flüssigem Geflügelkot oder stickstoffhaltigen flüssigen Sekundärrohstoffdüngern ist eine Ammoniakverflüchtigung so weit wie möglich zu vermeiden. Auf unbestelltem Ackerland sind diese Dünger unverzüglich einzuarbeiten.
- Auf Ackerland dürfen nach der Ernte der Hauptfrucht die im ersten Punkt genannten Düngemittel nur bei Feldgrasanbau, Zwischenfrucht- und Herbstaussaaten oder bei Strohdüngung in einer Menge von maximal 40 kg/ha Ammoniumstickstoff oder maximal 80 kg/ha Gesamtstickstoff (nach Abzug der Ausbringverluste) ausgebracht werden.
- In der Zeit vom 1. November bis 31. Januar dürfen die im ersten Punkt genannten Dünger nicht auf Ackerland, vom 15. November bis 31. Januar nicht auf Grünland ausgebracht werden (Kernsperrfrist).
- Wirtschaftsdünger tierischer Herkunft dürfen auf sehr hoch versorgten Böden (d. h. nach allgemeiner Auffassung auf Böden, die je 100 g Boden mehr als 50 mg P2O5 bzw. mehr als 45 mg K2O auf leichten Böden bzw. mehr als 50 mg K2O auf mittleren Böden bzw. mehr als 65 mg K2O auf schweren Böden enthalten) nur bis zur Höhe des Nettoentzuges verabreicht werden.
- Im Betriebsdurchschnitt darf Stickstoff aus Wirtschaftsdünger bis zu einer Menge von bis zu 170 kg je ha und Jahr auf Acker- und Grünland ausgebracht werden.

### Grundsätze der Düngebedarfsermittlung
Bei der Ermittlung des Düngebedarfs sind zu berücksichtigen:
- Der Nährstoffbedarf des Pflanzenbestandes,
- die im Boden verfügbaren Nährstoffmengen,
- der Kalk- und Humusgehalt des Bodens,
- die Anbaubedingungen, die die Nährstoffverfügbarkeit beeinflussen, wie z. B. Vorfrucht, Kulturart und Bodenbearbeitung.

Die im Boden verfügbaren Nährstoffmengen sind zu ermitteln:
- Für Stickstoff mindestens 1-mal pro Jahr durch Untersuchung repräsentativer Proben oder nach Empfehlung der zuständigen Behörde oder einer von dieser empfohlenen Beratungseinrichtung.
- Für Phosphat, Kali, pH-Wert und Kalkbedarf mindestens alle 6 Jahre (extensives Grünland alle 9 Jahre) für jeden Schlag über 1 ha durch eine Bodenuntersuchung. Der Gehalt der auszubringenden Wirtschaftsdünger an Gesamtstickstoff, Phosphat und Kali (bei Gülle zusätzlich Ammonium-N) ist durch Untersuchungen nach Richtwerten bzw. Schätzverfahren zu ermitteln.

### Nährstoffvergleiche
- Betriebe mit mehr als 10 ha LF oder mehr als 1 ha Sonderkulturen (z. B. Tabak, Reben, Hopfen, Erdbeeren) haben auf Betriebsebene für Stickstoff jährlich, für Phosphat und Kali mindestens alle 3 Jahre für den zurückliegenden Zeitraum die Nährstoffzu- und -abfuhr zu vergleichen (Nährstoffsaldo).
- Ausgenommen sind Betriebe mit einem Stickstoffanfall aus der Tierhaltung von maximal 80 kg/ha und einem Einsatz von maximal 40 kg N/ha aus sonstigen N-haltigen Düngemitteln.

## Kritik
Die Düngemittelverordnung wird dahingehend kritisiert, dass sie von der Agrarpolitik im Widerspruch zu wissenschaftlichen Fachempfehlungen festgelegt wurde.
Die Europäische Union sieht in der deutschen Düngemittelverordnung eine unzureichende Umsetzung der europäischen Nitratrichtlinie zum Grundwasserschutz und hat ein entsprechendes Sanktionsverfahren eingeleitet, das zu erheblichen Strafzahlungen Deutschlands führen kann. Nach Ansicht der Europäischen Kommission erfüllt die Düngeverordnung von 2017 nicht die in der europäischen Richtlinie festgelegten Anforderungen. Im Raum steht eine Sanktionierung in Höhe einer Strafzahlung von ca. 850.000 € pro Tag. Es wird außerdem kritisiert, dass die Düngeverordnung zu viele Ausnahmen enthält.